# Hambühren
Hambühren é um município da Alemanha localizado no distrito de Celle, estado de Baixa Saxônia.